# Batalla de Monte Pelado
La Batalla del Monte Pelado (también conocida como del Monte Pelato por la importante participación de voluntarios italianos en la batalla) tuvo lugar el 28 de agosto de 1936 y fue parte de la guerra civil española. Pese a no ser un combate de gran envergadura ni importancia estratégica, su relevancia se debe a que fue la primera acción de combate de los voluntarios antifascistas italianos y una de las primeras acciones militares del bando republicano en el frente de Aragón.

## Contexto
Como las otras dos capitales aragonesas, Huesca se había sublevado apoyando el golpe de Estado del 17 de julio de 1936, pasando así a formar parte del bando nacional, pero no quedaba lejos de territorio republicano puesto que toda Cataluña se mantenía leal, y con ella la mitad oriental de Aragón. Pocos días después del establecimiento de los frentes, los sindicatos empiezan a organizar columnas en las grandes ciudades para partir a la lucha, y Aragón sería el destino de la mayoría de los combatientes catalanes y valencianos.
De la misma manera y dado que las Brigadas Internacionales no se formarían hasta mucho después, los voluntarios internacionales que entraban en España por la frontera con Francia se integraban en estas columnas formando generalmente unidades mixtas especiales con los españoles que hablaban algún idioma extranjero. Uno de los países de los que más voluntarios partieron fue Italia, que llevaba casi 15 años bajo la Italia Fascista y en la que grupos antifascistas como Giustizia e Libertà luchaban de forma clandestina desde hacía años y habían visto en el alzamiento español un peligroso avance del fascismo que se sumaba a las ya poderosas potencias del Eje.

Frente de Aragón en el momento de la batalla. Huesca y Almudevar quedan representadas en el mapa por C y D.

Las diferentes columnas que partían hacia el frente desde Barcelona se fueron repartiendo por el frente de Aragón para iniciar la conquista de las tres capitales y avanzar hacia el frente del norte unificando así el territorio leal a la República. Así, se dirigieron a Huesca las columnas «Lenin», «Carlos Marx», «Ascaso» y la de «Los Aguiluchos» mientras el resto se iban repartiendo en dirección a Zaragoza y Teruel. Debido al alto componente revolucionario anarquista y comunista libertario tanto de las tropas como de los habitantes de los territorios por los que avanzaban, a su paso se iba implantando el comunismo libertario, en una de las escasas experiencias en Europa de implantación de este modo de organización social y económica.
La columna Ascaso fue una de las primeras en formarse en Barcelona y contaba con un importante contingente de voluntarios italianos (Batallón Matteotti), procedentes en su mayoría de la guerrilla antifascista y liderados por el conocido líder del Partido Republicano Italiano, Mario Angeloni. Completaban el grupo anarcosindicalistas catalanes y algunos socialistas y comunistas libertarios del POUM. Pronto se consiguió llevar el frente hasta las puertas de Huesca y se intentó sitiar la ciudad, iniciando el cerco por el suroeste.

## La Batalla

Áreas controladas por los republicanos, en rosa, al inicio de la guerra.

Unidades sublevadas se habían hecho fuertes para proteger la ciudad en el llamado Monte Pelado (conocido así por su escasa vegetación) situado entre la ciudad de Huesca y la vecina localidad de Almudévar, al suroeste de la capital. Era por tanto un enclave importante para iniciar la conquista de la ciudad. En el monte se situaba el 39 regimiento comandado por el teniente Carlos Sanez, formado por 624 soldados de infantería ligera, 66 voluntarios, 6 ametralladoras y 3 cañones de corto alcance. El sitio estaba amurallado con troncos de poca envergadura tirados en el suelo.
El 28 de agosto a las doce horas el contingente republicano llegó a montaña, eran alrededor de 120 italianos y 860 españoles acompañados de 3 tiznaos y más de 10 cañones. A las doce y media comenzó el ataque y los republicanos consiguieron mantener la línea de fuego durante una hora y cuarto a costa de grandes bajas. Ya habían caído más de 320 nacionales y se había conseguido destruir un tanque y dañar otro provocando muchos heridos, pero aún no se había abierto brecha. Fue más tarde y gracias a los cañones que aún conservaban cuando se consiguió reducir la defensa, matando al teniente y a prácticamente todos los defensores que se encontraban allí.

## Resolución y consecuencias
Los últimos supervivientes se refugiaron en una tienda del campamento y se rindieron tras unos pocos minutos defendiéndola. Sólo se salvaron 14 soldados nacionales (7 de ellos heridos) y 26 voluntarios que fueron todos hechos prisioneros. Se fusiló al azar a 10 supervivientes para dar ejemplo y otros nueve murieron de sus heridas.
El bando republicano tuvo importantes bajas debido a lo ventajosa de la posición sublevada, gran parte de ellas voluntarios italianos incluyendo al propio comandante, el republicano Mario Angeloni, que murió a causa de un coche tiznao; anarquistas de renombre como Michele Centrone, Fosco Falaschi y Vincenzo Perrone; el comunista Attilio Papparotto o el "giulli" Giuseppe Zuddas. Entre los supervivientes se contaron el socialista Carlo Rosselli, Albert O. Hirschman del POUM,  o los anarquistas Camillo Berneri, Maria Zazzi y Leonida Mastrodicasa.
Respecto al frente y la importancia de la batalla en la Guerra, la conquista de esta elevación no condujo a la toma de Huesca, en primer lugar porque los esfuerzos iniciales de la Guerra se destinaron a proteger los frentes y a no perder terreno (en Andalucía y Extremadura las tropas nacionales avanzaban muy rápido), en segundo lugar porque cuando se pasó a la ofensiva en el frente de Aragón se hizo más al sur (véase Batalla de Teruel y Batalla de Belchite) debido a que se consideraba más importante proteger Guadalajara (y por tanto Madrid) que atacar Navarra (un bastión tradicionalista).
Pero quizá la razón definitiva y más importante fueron las tensiones internas en el propio bando republicano entre los partidarios de llevar a cabo la Revolución a la vez que la Guerra (CNT/FAI, POUM, etc) y los que la reprimieron por orden de Moscú (PCE, PSUC, etc). Estas tensiones fueron culpables de que los milicianos del frente de Aragón sufrieran escasez de todo tipo (especialmente de armas, ya que la URSS las entregaba al PCE), y que pese a la superioridad numérica de los milicianos el frente no sufriera cambios apreciables hasta la ofensiva nacional (véase Ofensiva de Aragón) que llevó a la victoria sublevada.